# یاکوبا سیلا
یاکوبا سیلا (انگلیسی: Yacouba Sylla؛ زادهٔ ۲۹ نوامبر ۱۹۹۰) بازیکن فوتبال اهل فرانسه است.
از باشگاه‌هایی که در آن بازی کرده‌است می‌توان به باشگاه فوتبال سی‌اف‌آر کلوژ، باشگاه فوتبال کلرمون فوت، باشگاه ورزشی کایسری ارجیسپور، باشگاه فوتبال پاناتینایکوس، باشگاه فوتبال مشلان، باشگاه فوتبال استون ویلا، باشگاه فوتبال استرومسگودست، باشگاه فوتبال رن، و باشگاه ورزشی مون‌پلیه اشاره کرد.
وی همچنین در تیم‌های ملی فوتبال زیر ۲۱ سال فرانسه و مالی بازی کرده‌است.